# Wall Hangings
Wall Hangings va ser una exposició d'art tèxtil que es va dur a terme al Museu d'Art Modern de Nova York del 25 de febrer al 4 maig del 1969. Va ser organitzada l'any 1966 i va visitar 11 ciutats entre els anys 1968 i 1969.

## Sobre l'exposició
L'exposició Wall Hangings va ser comissariada per Mildred Constantine i Jack Lenor Larsen i presentava 28 artistes de 8 països diferents. Va ser la primera gran exposició d'art tèxtil. Les obres d'art destacaven per les tècniques, els materials, l'escala i la tridimensionalitat i feien al·lusió tant al seu trencament com a l'ús de la tradició en aquelles àrees. La història dels artistes de l'exposició s'atribuïa directament al grup austríac Wiener Werkstätte i l'escola alemanya Bauhaus, tanmateix es mencionava a d'altres inspiracions com la teixidura peruanaprecolombina.

## Ideologia
El 19 desembre 1968 es publicà una nota de premsa feta pel Museu d'Art Modern per l'exposició Wall Hangings que deia: "Durant els últims 10 anys, l'evolució en la teixidura ha provocat que revisem els nostres conceptes sobre aquesta tècnica i veiem el treball en el context del segle XXI. Els teixidors dels vuit països representats en aquesta exposició no formen part de la indústria tèxtil, sinó del món de l'art. Han ampliat les possibilitats formals del teixir, freqüentment utilitzant tècniques complexes i úniques."

## Impacte
L'única crítica a la premsa artística va ser escrita per Louise Bourgeois a Craft Horizons i va ser negativa, suggerint que les obres no eren art. Tal com argumenta la teòrica en artesania Elissa Auther el 2009 al seu llibre String Felt & Thread: "Malgrat conèixer les actituds negatives del món de l'art respecte als medis i suports tradicionalment associats a l'artesania, l'estratègia que Constantine i Larsen van adoptar per afirmar l'estatus de l'art tèxtil va servir per introduir el gènere al món de les belles arts en els termes assignats per aquell mateix món."

## Artistes participants
- Magdalena Abakanowicz
- Anni Albers
- Olga de Amaral
- Evelyn Anselevicius
- Thelma Becherer
- Dolores Dembus Bittleman
- Jagoda Buić
- Zofia Butrymowicz
- Barbara Falkowaska
- Wilhelmina Fruytier
- Elsi Giauque
- Françoise Grossen
- Sheila Hicks
- Ewa Jaroszynska
- Annemarie Klinger
- Walter G. Nottingham
- Jolanta Owidzka
- Mary Walker Phillips
- Ed Rossbach
- Mariette Rousseau-Vermette
- Wojciech Sadley
- Moik Schiele
- Herman Scholten
- Kay Sekimachi
- Sherri Smith
- Gunta Stölzl
- Lenore Tawney
- Susan Weitzman